# Eslingsvad
Eslingsvad (dansk) eller Eslingwatt (tysk) er er en lille bebyggelse i det nordlige Angel (Sydslesvig) i den nordtyske delstat Slesvig-Holsten, som strækker sig over kommunerne Sørup og Mårkær samt over sognene Sørup og Bøl. Bebyggelsen er beliggende 3 km syd for Sørup ved en skråning mod Bondeåen, der på denne strækning også har været kaldt Eslingsvad Å. Åen danner her grænsen mellem Ny Herred (Sørup sogn) og Mårkær Herred (tidligere Strukstrup Herred, Bøl sogn) og tidligere også grænsen mellem Flensborg og Gottorp amter.
Eslingsvad er første gang nævnt 1648. Forleddet er et oprindeligt Eskilde, en sammentrækning af ask (esk) og kilde. Tidligere skrives også Eskildsvad. I den nuværende tyske form er det indre -s- udeladt. Bebyggelsen er flankeret af flere små skovpartier såsom  Søndersø Skov (første gang opt. 1730), Eskrisvad (Eschriswatt) og Eslingskov (også Eslingholt, Mårkær Vesterskov). I nærheden ligger bebyggelser Sørup-Mølleskov, Stabbel (Staffel), Bavstrup og Ryde.